# Clasificación de UEFA para la Copa Mundial Femenina de Fútbol de 2019
Para la Copa Mundial Femenina de Fútbol de 2019, la UEFA dispone de 8 cupos disputados entre 46 selecciones nacionales, además del cupo de Francia por ser sede del torneo. El torneo comenzó el 6 de abril del 2017 con la Ronda preliminar y se dispone que finalice el 13 de noviembre del 2018 con el último encuentro válido por los Play-offs para determinar la octava plaza.

## Reglamento
El campeonato se divide en tres fases, la Ronda preliminar, la Fase de grupos y los Play-offs.
La Ronda preliminar es disputada por las ocho peores selecciones nacionales divididas en dos zonas o grupos mediante el sistema de todos contra todos a una sola rueda, avanzando de fase los dos mejores de cada zona.
La Fase de grupos es la segunda etapa del campeonato, comenzó el 20 de septiembre del 2013 y está pensado finalice el 17 de septiembre del 2014. En esta participan las cuatro selecciones clasificadas de la ronda preliminar más las 38 restantes. Se disputará en siete zonas de seis mediante el sistema de todos contra todos a dos ruedas (local y visitante) dentro de cada zona. Clasificarán al mundial los mejores seleccionados de cada grupo.
Por otra parte, se confeccionará una tabla con los segundos de grupo, donde se tendrán en cuenta los enfrentamientos de cada grupo exceptuando contra los colistas (es decir, contra el 1.º, 3.º y 4.º) para determinar cuatro combinados que avanzarán a la fase de Play-offs.
Los Play-offs serán disputados por cuatro seleccionados donde los de mejor coeficiente enfrentarán a los de peor coeficiente en cruces de ida y vuelta. Los ganadores de los cruces avanzarán a una final donde el ganador ocupará el octavo cupo de la UEFA.
Régimen de desempates según la página oficial de UEFA
Ronda preliminar/Fase de grupos:
1. Mayor cantidad de puntos obtenidos en el grupo
2. Mayor diferencia de gol
3. Mayor cantidad de goles anotados a favor
4. Mayor cantidad de goles anotados a favor como visitante (válido para Fase de grupos)
5. Mejor ranking UEFA

Si dos o más selecciones terminan empatadas tras los criterios previamente mencionados, se recurrirá a
1. Mayor cantidad de puntos entre equipos empatados
2. Mayor diferencia de gol entre equipos empatados
3. Diferencia de goles en los partidos de grupo entre los equipos empatados
4. Mayor número de goles marcados en los encuentros de grupo entre los equipos empatados
5. Si ambos equipos poseen el mismo ranking, saldrá ganador quien tenga
  1. Mejor diferencia de gol
  2. Más goles marcados a favor
6. Mejor ranking pasado

Play-offs
1. Mayor cantidad de puntos en la serie
2. Mejor diferencia de gol en la serie
3. Ante igualdad de goles, mayor cantidad de goles como visitante
4. Ante igualdad en los previos criterios, se recurrirá al tiempo extra y a los tiros desde el punto penal de ser necesario

## Ronda preliminar

### Grupo A
| Equipos    | Pts. | PJ | PG | PE | PP | GF | GC | Dif. |
| ---------- | ---- | -- | -- | -- | -- | -- | -- | ---- |
| Kazajistán | 7    | 3  | 2  | 1  | 0  | 4  | 2  | 2    |
| Letonia    | 5    | 3  | 1  | 2  | 0  | 7  | 3  | 4    |
| Georgia    | 4    | 3  | 1  | 1  | 1  | 3  | 3  | 0    |
| Estonia    | 0    | 3  | 0  | 0  | 3  | 1  | 7  | -6   |

| 6 de abril de 2017 | Estonia | 0:4 (0:2) | Letonia                                                               | Estadio Mikheil Meskhi, Tiflis, Georgia |                             |
|                    |         | Reporte   | A. Fjodorova 37' · E. Spruntule 44' · S. Voitāne 62' · O. Ševcova 68' | Árbitro(s): Zuzana Kováčová             | Árbitro(s): Zuzana Kováčová |

| 6 de abril de 2017 | Kazajistán      | 1:0 (1:0) | Georgia | Estadio Mikheil Meskhi, Tiflis, Georgia |                               |
|                    | Nikolayenko 34' | Reporte   |         | Árbitro(s): Eleni Lampadariou           | Árbitro(s): Eleni Lampadariou |

| 8 de abril de 2017 | Kazajistán             | 2:2 (0:1) | Letonia                            | Estadio Mikheil Meskhi, Tiflis, Georgia |                              |
|                    | Y. Myasnikova 75', 85' | Reporte   | A. Fjodorova 37' · R. Fedotova 64' | Árbitro(s): Ivana Projkovska            | Árbitro(s): Ivana Projkovska |

| 8 de abril de 2017 | Georgia                          | 2:1 (2:0) | Estonia      | Estadio Mikheil Meskhi, Tiflis, Georgia |                             |
|                    | K. Tchkonia 16' · G. Gabelia 22' | Reporte   | S. Aarna 59' | Árbitro(s): Zuzana Kováčová             | Árbitro(s): Zuzana Kováčová |

| 11 de abril de 2017 | Estonia | 0:1 (0:0) | Kazajistán         | Estadio Mikheil Meskhi, Tiflis, Georgia |                               |
|                     |         | Reporte   | Y. Nikolayenko 62' | Árbitro(s): Eleni Lampadariou           | Árbitro(s): Eleni Lampadariou |

| 11 de abril de 2017 | Letonia        | 1:1 (1:1) | Georgia        | Estadio Mikheil Meskhi, Tiflis, Georgia |                              |
|                     | K. Miksone 45' | Reporte   | M. Danelia 19' | Árbitro(s): Ivana Projkovska            | Árbitro(s): Ivana Projkovska |

### Grupo B
| Equipos | Pts. | PJ | PG | PE | PP | GF | GC | Dif. |
| ------- | ---- | -- | -- | -- | -- | -- | -- | ---- |
| Albania | 7    | 3  | 2  | 1  | 0  | 5  | 3  | 2    |
| Grecia  | 6    | 3  | 2  | 0  | 1  | 8  | 2  | 6    |
| Malta   | 4    | 3  | 1  | 1  | 1  | 3  | 2  | 1    |
| Kosovo  | 0    | 3  | 0  | 0  | 3  | 3  | 12 | -9   |

| 6 de abril de 2017 | Albania                                                 | 3:2 (1:1) | Kosovo            | Elbasan Arena, Elbasan, Albania |                            |
|                    | A. Bajraktari 17' · F. Velaj 75' · B. Musa 90+6' (a.g.) | Reporte   | A. Rexha 35', 59' | Árbitro(s): Lorraine Clark      | Árbitro(s): Lorraine Clark |

| 6 de abril de 2017 | Grecia              | 1:0 (1:0) | Malta | Estadio Selman Stërmasi, Tirana, Albania |                             |
|                    | A. Papadopoulou 18' | Reporte   |       | Árbitro(s): Lina Lehtovaara              | Árbitro(s): Lina Lehtovaara |

| 8 de abril de 2017 | Grecia                                                                                                  | 6:0 (2:0) | Kosovo | Estadio Selman Stërmasi, Tirana, Albania |                        |
|                    | E. Markou 33' · N. Chatzigiannidou 39' · E. Kakambouki 51' · S. Nati 57' · S. Kongouli 76' · Sidira 82' | Reporte   |        | Árbitro(s): Amy Rayner                   | Árbitro(s): Amy Rayner |

| 8 de abril de 2017 | Malta | 0:0     | Albania | Elbasan Arena, Elbasan, Albania |                            |
|                    |       | Reporte |         | Árbitro(s): Lorraine Clark      | Árbitro(s): Lorraine Clark |

| 11 de abril de 2017 | Albania                    | 2:1 (1:1) | Grecia      | Elbasan Arena, Elbasan, Albania |                             |
|                     | M. Doci 16' · F. Velaj 90' | Reporte   | S. Nati 18' | Árbitro(s): Lina Lehtovaara     | Árbitro(s): Lina Lehtovaara |

| 11 de abril de 2017 | Kosovo       | 1:3 (0:3) | Malta                                           | Estadio Selman Stërmasi, Tirana, Albania |                        |
|                     | B. Shala 80' | Reporte   | R. Cuschieri 12' · J. Flask 27' · D. Theuma 38' | Árbitro(s): Amy Rayner                   | Árbitro(s): Amy Rayner |

### Grupo C
| Equipos  | Pts. | PJ | PG | PE | PP | GF | GC | Dif. |
| -------- | ---- | -- | -- | -- | -- | -- | -- | ---- |
| Israel   | 7    | 3  | 2  | 1  | 0  | 9  | 0  | 9    |
| Moldavia | 7    | 3  | 2  | 1  | 0  | 6  | 0  | 6    |
| Lituania | 3    | 3  | 1  | 0  | 2  | 2  | 4  | -2   |
| Andorra  | 0    | 3  | 0  | 0  | 3  | 0  | 13 | -13  |

| 6 de abril de 2017 | Moldavia                                                                     | 4:0 (3:0) | Andorra | Estadio LFF, Vilna, Lituania |                        |
|                    | C. Chiper 9' · C. Cerescu 41' · N. Munteanu 45' (pen.) · N. Colesnicenco 71' | Reporte   |         | Árbitro(s): Marte Sørø       | Árbitro(s): Marte Sørø |

| 6 de abril de 2017 | Israel                      | 2:0 (0:0) | Lituania | Estadio LFF, Vilna, Lituania |                              |
|                    | M. Awad 77' · S. Falkon 90' | Reporte   |          | Árbitro(s): Sofia Karagiorgi | Árbitro(s): Sofia Karagiorgi |

| 8 de abril de 2017 | Lituania | 0:2 (0:0) | Moldavia                                   | Estadio LFF, Vilna, Lituania |                        |
|                    |          | Reporte   | A. Mikutaitė 90+2' (a.g.) · C. Țabur 90+3' | Árbitro(s): Marte Sørø       | Árbitro(s): Marte Sørø |

| 8 de abril de 2017 | Israel | 7:0 (5:0) | Andorra | Estadio LFF, Vilna, Lituania |                              |
|                    | A. Shahaf 15', 37' · T. Fernández 29' (a.g.) · L. Rogers 34' · D. Sofer 45+1' (pen.), 47' · K. Sendel 62' (pen.) | Reporte   |         | Árbitro(s): Barbara Poxhofer | Árbitro(s): Barbara Poxhofer |

| 11 de abril de 2017 | Moldavia | 0:0     | Israel | Estadio LFF, Vilna, Lituania |                              |
|                     |          | Reporte |        | Árbitro(s): Sofia Karagiorgi | Árbitro(s): Sofia Karagiorgi |

| 11 de abril de 2017 | Andorra | 0:2 (0:0) | Lituania                                | Academia Nacional de Fútbol de Lituania, Kaunas |                              |
|                     |         | Reporte   | A. Kyžaitė 49' · K. Vaičiulaitytė 90+2' | Árbitro(s): Barbara Poxhofer                    | Árbitro(s): Barbara Poxhofer |

### Grupo D
| Equipos     | Pts. | PJ | PG | PE | PP | GF | GC | Dif. |
| ----------- | ---- | -- | -- | -- | -- | -- | -- | ---- |
| Islas Feroe | 9    | 3  | 3  | 0  | 0  | 9  | 3  | 6    |
| Turquía     | 6    | 3  | 2  | 0  | 1  | 13 | 3  | 10   |
| Montenegro  | 3    | 3  | 1  | 0  | 2  | 8  | 6  | 2    |
| Luxemburgo  | 0    | 3  | 0  | 0  | 3  | 3  | 21 | -18  |

| 6 de abril de 2017 | Turquía                               | 3:0 (3:0) | Montenegro | Tórsvøllur, Tórshavn, Islas Feroe |                          |
|                    | E. Topçu 15', 39' · S. Altunkulak 28' | Reporte   |            | Árbitro(s): Eszter Urban          | Árbitro(s): Eszter Urban |

| 6 de abril de 2017 | Islas Feroe                                                            | 5:1 (3:0) | Luxemburgo    | Tórsvøllur, Tórshavn, Islas Feroe |                             |
|                    | H. Sevdal 7', 64' · E. Klakstein 18' · Á. Johannesen 37' · L. Arge 54' | Reporte   | J. Birkel 88' | Árbitro(s): Petra Pavlikova       | Árbitro(s): Petra Pavlikova |

| 8 de abril de 2017 | Montenegro | 1:2 (0:0) | Islas Feroe                       | Tórsvøllur, Tórshavn, Islas Feroe |                             |
|                    | A. Kuć 65' | Reporte   | E. Klakstein 78' · B. Nielsen 80' | Árbitro(s): Petra Pavlikova       | Árbitro(s): Petra Pavlikova |

| 8 de abril de 2017 | Turquía | 9:1 (3:0) | Luxemburgo      | Tórsvøllur, Tórshavn, Islas Feroe |                           |
|                    | E. Topçu 10' · M. Pekel 17', 51', 70' · S. Elias 40' (a.g.) · S. Altunkulak 57', 75', 86' · D. Karagenç 90+3' | Reporte   | G. De Lemos 68' | Árbitro(s): Sarah Garratt         | Árbitro(s): Sarah Garratt |

| 11 de abril de 2017 | Islas Feroe                        | 2:1 (1:1) | Turquía      | Tórsvøllur, Tórshavn, Islas Feroe |                          |
|                     | R. Andreasen 36' · M. Simonsen 64' | Reporte   | M. Pekel 17' | Árbitro(s): Eszter Urban          | Árbitro(s): Eszter Urban |

| 11 de abril de 2017 | Luxemburgo      | 1:7 (0:4) | Montenegro                                                                         | Gundadalur, Tórshavn, Islas Feroe |                           |
|                     | G. De Lemos 80' | Reporte   | S. Bulatović 5', 27' · J. Djoković 35', 45+5' · J. Pavičević 48' · A. Kuć 50', 56' | Árbitro(s): Sarah Garratt         | Árbitro(s): Sarah Garratt |

## Fase de grupos

### Grupo 1
| Equipos              | Pts. | PJ | PG | PE | PP | GF | GC | Dif. |
| -------------------- | ---- | -- | -- | -- | -- | -- | -- | ---- |
| Inglaterra           | 22   | 8  | 7  | 1  | 0  | 29 | 1  | 28   |
| Gales                | 17   | 8  | 5  | 2  | 1  | 7  | 3  | 4    |
| Rusia                | 13   | 8  | 4  | 1  | 3  | 16 | 13 | 3    |
| Bosnia y Herzegovina | 3    | 8  | 1  | 0  | 7  | 3  | 19 | -16  |
| Kazajistán           | 3    | 8  | 1  | 0  | 7  | 2  | 21 | -19  |

##### Partidos
| 19 de septiembre de 2017 | Kazajistán | 0:1 (0:0) | Gales           | Astana Arena, Astana, Kazajistán |                            |
|                          |            | Reporte   | 54' J. Fishlock | Árbitra: Ruzanna Petrosyan       | Árbitra: Ruzanna Petrosyan |

| 19 de septiembre de 2017 | Inglaterra                                                                        | 6:0 (4:0) | Rusia | Prenton Park, Birkenhead, Inglaterra |                             |
|                          | N. Parris 11' · J. Taylor 14' · J. Nobbs 36' · L. Bronze 44' · T. Duggan 57', 84' | Reporte   |       | Árbitra: Stéphanie Frappart          | Árbitra: Stéphanie Frappart |

| 21 de octubre de 2017 | Kazajistán | 0:2 (0:1) | Bosnia y Herzegovina           | Astana Arena, Astana, Kazajistán |                        |
|                       |            | Reporte   | 2' A. Kamerić · 63' M. Nikolić | Árbitra: Frida Nielsen           | Árbitra: Frida Nielsen |

| 24 de octubre de 2017 | Rusia | 0:0     | Gales | Petrovski, San Petersburgo, Rusia |                        |
|                       |       | Reporte |       | Árbitra: Vesna Budimir            | Árbitra: Vesna Budimir |

| 24 de noviembre de 2017 | Gales      | 1:0 (0:0) | Kazajistán | Cardiff City Stadium, Cardiff, Gales |                           |
|                         | H.Ladd 83' | Reporte   |            | Árbitra: Simona Ghisletta            | Árbitra: Simona Ghisletta |

| 24 de noviembre de 2017 | Inglaterra                                               | 4:0 (1:0) | Bosnia y Herzegovina | Bescot Stadium, Walsall, Inglaterra |                       |
|                         | S.Houghton 19', 54' · N. Parris 46' · F.Kirby 83' (pen.) | Reporte   |                      | Árbitra: Ewa Augustyn               | Árbitra: Ewa Augustyn |

| 28 de noviembre de 2017 | Bosnia y Herzegovina | 0:1 (0:0) | Gales       | FF BH Football Training Centre, Zenica, Bosnia y Herzegovina |                        |
|                         |                      | Reporte   | 58' K.Green | Árbitra: Galiya Echeva                                       | Árbitra: Galiya Echeva |

| 28 de noviembre de 2017 | Inglaterra                                                                  | 5:0 (3:0) | Kazajistán | Community, Colchester, Inglaterra |                    |
|                         | M.Lawley 15' · F.Kirby 46' (pen.) · N. Parris 69', 75' · I.Christiansen 76' | Reporte   |            | Árbitra: Lois Otte                | Árbitra: Lois Otte |

| 5 de abril de 2018 | Bosnia y Herzegovina | 1:6 (1:2) | Rusia                         | FF BH Football Training Centre, Zenica, Bosnia y Herzegovina |                          |
|                    | E.Todua 5' (ag.)     | Reporte   | 26' E.Danilova · 39' M. Galay | Árbitra: Carina Vitulano                                     | Árbitra: Carina Vitulano |

| 6 de abril de 2018 | Inglaterra | 0:0     | Gales | St Mary’s Stadium, Southampton, Inglaterra |                           |
|                    |            | Reporte |       | Árbitra: Pernilla Larsson                  | Árbitra: Pernilla Larsson |

| 9 de abril de 2018 | Kazajistán | 0:3 (0:0) | Rusia                                  | Astana Arena, Astana, Kazajistán |                               |
|                    |            | Reporte   | 59' E. Danilova · 70', 90' N. Smirnova | Árbitra: Andromachi Tsiofliki    | Árbitra: Andromachi Tsiofliki |

| 10 de abril de 2018 | Bosnia y Herzegovina | 0:2 (0:0) | Inglaterra                             | FF BH Football Training Centre, Zenica, Bosnia y Herzegovina |                               |
|                     |                      | Reporte   | 56' T. Duggan · 90+3' (pen.) J. Taylor | Árbitra: Andromachi Tsiofliki                                | Árbitra: Andromachi Tsiofliki |

| 7 de junio de 2018 | Gales        | 1:0 (0:0) | Bosnia y Herzegovina | Liberty Stadium, Swansea, Gales |                           |
|                    | K. Green 62' | Reporte   |                      | Árbitra: Sofia Karagiorgi       | Árbitra: Sofia Karagiorgi |

| 8 de junio de 2018 | Rusia           | 1:3 (1:3) | Inglaterra                        | Lokomotiv-2, Moscú, Rusia |                       |
|                    | E. Danilova 31' | Reporte   | 22' N. Parris · 27', 36' J. Scott | Árbitra: Riem Hussein     | Árbitra: Riem Hussein |

| 12 de junio de 2018 | Bosnia y Herzegovina | 0:2 (0:1) | Kazajistán                            | FF BH Football Training Centre, Zenica, Bosnia y Herzegovina |                       |
|                     |                      | Reporte   | 33' (a.g.) A. Spahić · 74' Y. Babshuk | Árbitra: Reelika Turi                                        | Árbitra: Reelika Turi |

| 6 de abril de 2018 | Gales                              | 3:0 (0:0) | Rusia | Newport Stadium, Newport, Gales |                          |
|                    | K. Green 48', 62' · N. Harding 68' | Reporte   |       | Árbitra: Lina Lehtovaara        | Árbitra: Lina Lehtovaara |

| 30 de agosto de 2018 | Rusia                                 | 3:0 (2:0) | Kazajistán | Lokomotiv-2, Moscú, Rusia |                         |
|                      | M. Fedorova 4' · N. Smirnova 44', 56' | Reporte   |            | Árbitra: Eleni Antoniou   | Árbitra: Eleni Antoniou |

| 31 de agosto de 2018 | Gales | 0:3 (0:0) | Inglaterra                                   | Rodney Parade, Newport, Gales |                          |
|                      |       | Reporte   | 57' T. Duggan · 60' J. Scott · 69' N. Parris | Árbitra: Katalin Kulcsár      | Árbitra: Katalin Kulcsár |

| 4 de septiembre de 2018 | Kazajistán | 0:6 (0:2) | Inglaterra                                                                                       | Estadio Central, Pavlodar, Kazajistán |                           |
|                         |            | Reporte   | - 9' (pen.), 82' B. Mead - 35' R. Daly - 54' I. Christiansen - 66' L. Staniforth - 87' L. Bronze | Árbitra: Hristiana Guteva             | Árbitra: Hristiana Guteva |

| 4 de septiembre de 2018 | Rusia                                             | 3:0 (3:0) | Bosnia y Herzegovina | Lokomotiv-2, Moscú, Rusia |                        |
|                         | - E. Danilova 13', 18' (pen.) - A. Kozhnikova 45' | Reporte   |                      | Árbitra: Tanja Subotič    | Árbitra: Tanja Subotič |

### Grupo 2
| Equipos     | Pts. | PJ | PG | PE | PP | GF | GC | Dif. |
| ----------- | ---- | -- | -- | -- | -- | -- | -- | ---- |
| Escocia     | 21   | 8  | 7  | 0  | 1  | 19 | 7  | 12   |
| Suiza       | 19   | 8  | 6  | 1  | 1  | 21 | 5  | 16   |
| Polonia     | 11   | 8  | 3  | 2  | 3  | 16 | 12 | 4    |
| Albania     | 4    | 8  | 1  | 1  | 6  | 6  | 22 | -16  |
| Bielorrusia | 3    | 8  | 1  | 0  | 7  | 5  | 21 | -16  |

##### Partidos
| 15 de septiembre de 2017 | Albania        | 1:4 (0:3) | Suiza                                                                         | Elbasan Arena, Elbasan, Albania |                     |
|                          | L. Begolli 81' | Reporte   | 23' J. Brunner · 39' R. Bachmann · 41' (pen.)Crnogorčević · 67' L. Dickenmann | Árbitra: Amy Rayner             | Árbitra: Amy Rayner |

| 15 de septiembre de 2017 | Polonia                                                | 4:1 (3:1) | Bielorrusia           | Górnik Łęczna, Łęczna, Polonia |                        |
|                          | A. Tarczyńska 14' · E. Kamczyk 37' · E. Pajor 42', 59' | Reporte   | 44' A. Shcherbachenia | Árbitra: Tanja Subotič         | Árbitra: Tanja Subotič |

| 19 de septiembre de 2017 | Bielorrusia   | 1:0 (0:0) | Albania | FC Minsk, Minsk, Bielorrusia |                      |
|                          | A. Shuppo 48' | Reporte   |         | Árbitra: Paula Brady         | Árbitra: Paula Brady |

| 19 de septiembre de 2017 | Suiza                               | 2:1 (2:1) | Polonia      | Gurzelen Stadion, Biel/Bienne, Suiza |                         |
|                          | V. Bernauer 20' · L. Dickenmann 39' | Reporte   | 34' E. Pajor | Árbitra: Eleni Antoniou              | Árbitra: Eleni Antoniou |

| 19 de octubre de 2017 | Bielorrusia       | 1:2 (1:1) | Escocia                             | FC Minsk, Minsk, Bielorrusia |                          |
|                       | A. Kharlanova 25' | Reporte   | 28' J. Ross · 62' (a.g.) A. Kozyupa | Árbitra: Nelli Stepanyan     | Árbitra: Nelli Stepanyan |

| 24 de octubre de 2017 | Escocia                                                                           | 5:0 (2:0) | Albania | St. Mirren Park, Paisley, Escocia |                            |
|                       | L. Begolli 21' (a.g.) · F. Brown 33' · J. Ross 54' · C. Emslie 56' · L. Evans 82' | Reporte   |         | Árbitra: Dimitrina Milkova        | Árbitra: Dimitrina Milkova |

| 24 de noviembre de 2017 | Albania    | 1:4 (0:3) | Polonia                                         | Loro Boriçi, Shkodër, Albania |                             |
|                         | M.Doci 78' | Reporte   | 5'A.Sikora · 13' A.Guściora · 37', 66' A.Winczo | Árbitra: Iuliana Demetrescu   | Árbitra: Iuliana Demetrescu |

| 24 de noviembre de 2017 | Suiza                                           | 3:0 (2:0) | Bielorrusia | LIPO Park, Schaffhausen, Suiza |                        |
|                         | V.Calligaris 17' · L.Wälti 18' · G.Reuteler 56' | Reporte   |             | Árbitra: Cheryl Foster         | Árbitra: Cheryl Foster |

| 28 de noviembre de 2017 | Suiza                                                                   | 5:1 (2:1) | Albania        | Gurzelen Stadion, Biel/Bienne, Suiza |                          |
|                         | F. Ismaili 8', 87' · R. Bachmann 35' · R. Kiwic 73' · V. Calligaris 80' | Reporte   | 29' Q.Krasniqi | Árbitra: Petra Pavlikova             | Árbitra: Petra Pavlikova |

| 5 de abril de 2018 | Suiza             | 1:0 (1:0) | Escocia | LIPO Park, Schaffhausen, Suiza |                        |
|                    | L. Dickenmann 32' | Reporte   |         | Árbitra: Olga Zadinová         | Árbitra: Olga Zadinová |

| 6 de abril de 2018 | Polonia          | 1:1 (1:0) | Albania       | Osrodek Sportu i Rekreacji, Wloclawek, Polonia |                                         |
|                    | K. Daleszczyk 2' |           | 74' G. Morina | Árbitra: María Dolores Martinez Madrona        | Árbitra: María Dolores Martinez Madrona |

| 10 de abril de 2018 | Escocia                                           | 3:0 (0:0) | Polonia | St. Mirren Park, Paisley, Escocia |                       |
|                     | - Z. Ness 79' - C. Emslie 86' - E. Cuthbert 90+1' | Reporte   |         | Árbitra: Riem Hussein             | Árbitra: Riem Hussein |

| 10 de abril de 2018 | Albania      | 1:0 (0:0) | Bielorrusia | Elbasan Arena, Elbasan, Albania |                         |
|                     | L. Gjini 88' | Reporte   |             | Árbitra: Ifeoma Kulmala         | Árbitra: Ifeoma Kulmala |

| 7 de junio de 2018 | Escocia                  | 2:1 (1:1) | Bielorrusia       | Falkirk Stadium, Falkirk, Escocia |                    |
|                    | - E. Cuthbert 45+2', 65' | Reporte   | - 27' K. Olkhovik | Árbitra: Lois Otte                | Árbitra: Lois Otte |

| 12 de junio de 2018 | Bielorrusia | 0:5 (0:3) | Suiza                                                                                          | FC Minsk, Minsk, Bielorrusia |                         |
|                     |             | Reporte   | - 5' (pen.) Crnogorčević - 18', 55' L. Dickenmann - 34' (a.g.) V. Karachun - 76' V. Calligaris | Árbitra: Viola Raudziņa      | Árbitra: Viola Raudziņa |

| 12 de junio de 2018 | Polonia                               | 2:3 (1:0) | Escocia                                      | Estadio Municipal de Kielce, Kielce, Polonia |                             |
|                     | - D. Jaszek 6' - S. Howard 66' (a.g.) | Reporte   | - 78' K. Little - 80' J. Ross - 90' L. Evans | Árbitra: Stéphanie Frappart                  | Árbitra: Stéphanie Frappart |

| 30 de agosto de 2018 | Escocia                         | 2:1 (2:1) | Suiza              | St. Mirren Park, Paisley, Escocia |                       |
|                      | - E. Cuthbert 2' - K. Little 6' | Reporte   | - 7' L. Dickenmann | Árbitra: Sara Persson             | Árbitra: Sara Persson |

| 31 de agosto de 2018 | Bielorrusia         | 1:4 (0:1) | Polonia                                              | Estadio Traktar, Minsk, Bielorrusia   |                                       |
|                      | - A. Shlapakova 53' | Reporte   | - 44' A. Winczo - 47', 86' E. Pajor - 56' E. Kamczyk | Árbitra: Ainara Andrea Acevedo Dudley | Árbitra: Ainara Andrea Acevedo Dudley |

| 4 de septiembre de 2018 | Albania       | 1:2 (1:1) | Escocia                      | Loro Boriçi, Shkodër, Albania |                           |
|                         | - M. Doci 45' | Reporte   | - 9' K. Little - 68' J. Ross | Árbitra: Barbara Poxhofer     | Árbitra: Barbara Poxhofer |

| 4 de septiembre de 2018 | Polonia | 0:0     | Suiza | Stal Mielec, Mielec, Polonia |                          |
|                         |         | Reporte |       | Árbitra: Ivana Martinčić     | Árbitra: Ivana Martinčić |

### Grupo 3
| Equipos           | Pts. | PJ | PG | PE | PP | GF | GC | Dif. |
| ----------------- | ---- | -- | -- | -- | -- | -- | -- | ---- |
| Noruega           | 21   | 8  | 7  | 0  | 1  | 22 | 4  | 18   |
| Países Bajos      | 19   | 8  | 6  | 1  | 1  | 22 | 2  | 20   |
| Irlanda           | 13   | 8  | 4  | 1  | 3  | 10 | 6  | 4    |
| Irlanda del Norte | 3    | 8  | 1  | 0  | 7  | 4  | 27 | -23  |
| Eslovaquia        | 3    | 8  | 1  | 0  | 7  | 4  | 23 | -19  |

##### Partidos
| 15 de septiembre de 2017 | Noruega                                                         | 4:1 (2:0) | Irlanda del Norte | Fredrikstad, Fredrikstad, Noruega |                           |
|                          | G. Reiten 15', 90+2' · C. Hansen 45+2' (pen.) · L-M. Utland 52' | Reporte   | 89' C. Milligan   | Árbitro(s): Olga Zadinová         | Árbitro(s): Olga Zadinová |

| 19 de septiembre de 2017 | Noruega                                                                                            | 6:1 (6:0) | Eslovaquia    | Sarpsborg, Sarpsborg, Noruega |                              |
|                          | L-M. Utland 3' · E. Thorsnes 9' · G. Reiten 21' · C. Hansen 27', 42' (pen.) · M. Mjelde 37' (pen.) | Reporte   | K. Fabová 55' | Árbitro(s): Sofia Karagiorgi  | Árbitro(s): Sofia Karagiorgi |

| 19 de septiembre de 2017 | Irlanda del Norte | 0:2 (0:1) | Irlanda                                   | Mourneview Park, Lurgan, Irlanda del Norte |                           |
|                          |                   | Reporte   | 45+1' (a.g.) R. Furness · 69' M. Campbell | Árbitro(s): Vesna Budimir                  | Árbitro(s): Vesna Budimir |

| 24 de octubre de 2017 | Eslovaquia | 0:2 (0:2) | Irlanda                                    | National Training Centre, Senec, Eslovaquia |                         |
|                       |            | Reporte   | 11' D. O'Sullivan · 33' (a.g) J. Vojteková | Árbitro(s): Triinu Laos                     | Árbitro(s): Triinu Laos |

| 24 de octubre de 2017 | Países Bajos     | 1:0 (0:0) | Noruega | Euroborg, Groninga, Países Bajos |                           |
|                       | V. Miedema 90+3' | Reporte   |         | Árbitro(s): Jana Adámková        | Árbitro(s): Jana Adámková |

| 24 de noviembre de 2017 | Eslovaquia | 0:5 (0:3) | Países Bajos                                                     | National Training Centre, Senec, Eslovaquia |                              |
|                         |            | Reporte   | 8', 90+1' S.van der Gragt · 42' S.Spitse · 45+1', 46' V. Miedema | Árbitro(s): Volha Tsiareshka                | Árbitro(s): Volha Tsiareshka |

| 28 de noviembre de 2017 | Eslovaquia      | 1:3 (1:1) | Irlanda del Norte                              | Štadión pod Dubňom, Žilina, Eslovaquia |                                   |
|                         | J.Vojteková 20' | Reporte   | 34' J.Nelson · 52' R.Furness · 61' C. Milligan | Árbitro(s): Tinna Høj Christensen      | Árbitro(s): Tinna Høj Christensen |

| 28 de noviembre de 2017 | Países Bajos | 0:0     | Irlanda | Goffert, Nimega, Países Bajos      |                                    |
|                         |              | Reporte |         | Árbitro(s): Anastasia Pustovoitova | Árbitro(s): Anastasia Pustovoitova |

| 6 de abril de 2018 | Países Bajos | 7:0 (4:0) | Irlanda del Norte | PSV Stadion, Eindhoven, Países Bajos |                              |
|                    | - L. Martens 9', 17' - V. Miedema 27' - S. Spitse 42' (pen.), 76' - S. van de Sanden 63' - B. Simpson 90+3' (a.g.) | Reporte   |                   | Árbitro(s): Monika Mularczyk         | Árbitro(s): Monika Mularczyk |

| 6 de abril de 2018 | Irlanda                           | 2:1 (0:0) | Eslovaquia            | Tallaght Stadium, Dublín, Irlanda |                              |
|                    | - L. Kiernan 69' - A. Barrett 87' | Reporte   | - 73' (a.g.) Hourihan | Árbitro(s): Simona Ghisletta      | Árbitro(s): Simona Ghisletta |

| 10 de abril de 2018 | Irlanda del Norte | 0:3 (0:0) | Noruega                                   | Shamrock Park, Portadown, Irlanda del Norte |                             |
|                     |                   | Reporte   | - 61', 87' C. Hansen - 90+3' I. Herlovsen | Árbitro(s): Lina Lehtovaara                 | Árbitro(s): Lina Lehtovaara |

| 10 de abril de 2018 | Irlanda | 0:2 (0:2) | Países Bajos                                | Tallaght Stadium, Dublín, Irlanda |                                |
|                     |         | Reporte   | - 11' L. Beerensteyn - 23' (pen.) S. Spitse | Árbitro(s): Stéphanie Frappart    | Árbitro(s): Stéphanie Frappart |

| 8 de junio de 2018 | Irlanda del Norte | 0:5 (0:1) | Países Bajos                                                                                             | Shamrock Park, Portadown, Irlanda del Norte |                           |
|                    |                   | Reporte   | - 37' L. Beerensteyn - 61' D. van de Donk - 65' S. van de Sanden - 75' (pen.) S. Spitse - 89' J. Groenen | Árbitro(s): Tess Olofsson                   | Árbitro(s): Tess Olofsson |

| 8 de junio de 2018 | Irlanda | 0:2 (0:1) | Noruega           | Tallaght Stadium, Dublín, Irlanda |                             |
|                    |         |           | - 21', 61' Utland | Árbitro(s): Kateryna Monzul       | Árbitro(s): Kateryna Monzul |

| 12 de junio de 2018 | Noruega                | 1:0 (1:0) | Irlanda | Viking Stadion, Stavanger, Noruega |                            |
|                     | - C. Hansen 25' (pen.) | Reporte   |         | Árbitro(s): Esther Staubli         | Árbitro(s): Esther Staubli |

| 12 de junio de 2018 | Países Bajos       | 1:0 (0:0) | Eslovaquia | Abe Lenstra Stadion, Heerenveen, Países Bajos |                                            |
|                     | - L. Martens 90+2' | Reporte   |            | Árbitro(s): María Dolores Martinez Madrona    | Árbitro(s): María Dolores Martinez Madrona |

| 31 de agosto de 2018 | Irlanda                                          | 4:0 (3:0) | Irlanda del Norte | Estadio de Tallaght, Dublín, Irlanda |                             |
|                      | - L. Kiernan 4', 27' - K. McCabe 12', 58' (pen.) | Reporte   |                   | Árbitro(s): Angelika Soeder          | Árbitro(s): Angelika Soeder |

| 31 de agosto de 2018 | Eslovaquia | 0:4 (0:3) | Noruega                                | National Training Centre, Senec, Eslovaquia |                             |
|                      |            | Reporte   | - 11', 26', 87' Utland - 22' G. Reiten | Árbitro(s): Valentina Finzi                 | Árbitro(s): Valentina Finzi |

| 4 de septiembre de 2018 | Noruega                         | 2:1 (2:1) | Países Bajos     | Intility Arena, Oslo, Noruega |                          |
|                         | - S. Engen 5' - I. Herlovsen 6' | Reporte   | - 31' V. Miedema | Árbitro(s): Riem Hussein      | Árbitro(s): Riem Hussein |

| 4 de septiembre de 2018 | Irlanda del Norte | 0:1 (0:1) | Eslovaquia           | Shamrock Park, Portadown, Irlanda del Norte |                        |
|                         |                   | Reporte   | - 36' D. Škorvánková | Árbitro(s): Alina Peşu                      | Árbitro(s): Alina Peşu |

### Grupo 4
| Equipos   | Pts. | PJ | PG | PE | PP | GF | GC | Dif. |
| --------- | ---- | -- | -- | -- | -- | -- | -- | ---- |
| Suecia    | 21   | 8  | 7  | 0  | 1  | 22 | 2  | 20   |
| Dinamarca | 16   | 8  | 5  | 1  | 2  | 22 | 8  | 14   |
| Ucrania   | 13   | 8  | 4  | 1  | 3  | 9  | 10 | -1   |
| Hungría   | 4    | 8  | 1  | 1  | 6  | 8  | 26 | -18  |
| Croacia   | 3    | 8  | 0  | 3  | 5  | 5  | 20 | -15  |

##### Partidos
| 15 de septiembre de 2017 | Ucrania                    | 1:1 (0:0) | Croacia          | Arena Lviv, Leópolis, Ucrania |                             |
|                          | D. Apanaschenko 75' (pen.) | Reporte   | 90+1' I. Rudelic | Árbitra: Florence Guillemin   | Árbitra: Florence Guillemin |

| 19 de septiembre de 2018 | Croacia | 0:2 (0:0) | Suecia                           | Anđelko Herjavec, Varaždin, Croacia |                            |
|                          |         | Reporte   | 62' L. Hurtig · 90+2' K. Asllani | Árbitra: Eleni Lampadariou          | Árbitra: Eleni Lampadariou |

| 19 de septiembre de 2017 | Hungría               | 1:6 (1:2) | Dinamarca                                                                       | Gyirmóti Stadion, Győr, Hungría |                       |
|                          | Z. Jakabfi 41' (pen.) | Reporte   | 28' (pen.) N. Nadim · 44' (67) S. Troelsgaard · 55' P. Harder · 88' N. Sørensen | Árbitra: Ewa Augustyn           | Árbitra: Ewa Augustyn |

| 19 de octubre de 2017 | Hungría               | 2:2 (0:0) | Croacia                            | Gyirmóti Stadion, Győr, Hungría |                         |
|                       | H. Csiszár 75', 90+4' | Reporte   | 79' S. Žigić · 90+1' I. Dujmenovic | Árbitra: Shona Shukrula         | Árbitra: Shona Shukrula |

| 20 de octubre de 2017 | Suecia | 3:0     | Dinamarca | Gamla Ullevi, Göteborg, Suecia |  |
| |        | Reporte |           |                                |  |
| Por una huelga interna entre las jugadoras danesas y su Federación; la selección de Dinamarca no se presentó al partido, por ende la selección de Suecia ganó 3-0 |        |         |           |                                |  |

| 24 de octubre de 2017 | Croacia | 0:4 (0:2) | Dinamarca                                                | Stadion ŠRC Zaprešić, Zaprešić, Croacia |                         |
|                       |         | Reporte   | 7', 27' P. Harder · 89' N. Christiansen · 90+4' S. Bruun | Árbitra: Lorraine Clark                 | Árbitra: Lorraine Clark |

| 24 de octubre de 2017 | Suecia                                                              | 5:0 (4:0) | Hungría | Borås Arena, Borås, Suecia |                         |
|                       | L. Hurtig 14' · N. Fischer 20' · K. Asllani 42', 50' · C. Seger 43' | Reporte   |         | Árbitra: Meliz Özçiğdem    | Árbitra: Meliz Özçiğdem |

| 24 de noviembre de 2017 | Hungría | 0:1 (0:0) | Ucrania              | Balmazújváros Varósi Stadion, Balmazújváros, Hungría |                      |
|                         |         | Reporte   | 90+4' D.Apanaschenko | Árbitra: Paula Brady                                 | Árbitra: Paula Brady |

| 5 de abril de 2018 | Croacia | 0:3 (0:3) | Ucrania                                           | Stadion Stanovi, Zadar, Croacia |                     |
|                    |         | Reporte   | - 25' (a.g.) M. Bošnjak - 41', 45+3' T. Kozyrenko | Árbitra: Marte Sørø             | Árbitra: Marte Sørø |

| 5 de abril de 2018 | Hungría       | 1:4 (0:2) | Suecia                                                                     | Rohonci Street Stadium, Szombathely, Hungría |                         |
|                    | - F. Vágó 63' | Reporte   | - 17' C. Seger - 25' S. Jakobsson - 87' S. Blackstenius - 90+3' M. Larsson | Árbitra: Viola Raudziņa                      | Árbitra: Viola Raudziņa |

| 9 de abril de 2018 | Dinamarca            | 1:0 (0:0) | Ucrania | Viborg Stadion, Viborg, Dinamarca |                        |
|                    | - S. Troelsgaard 78' | Reporte   |         | Árbitra: Jana Adámková            | Árbitra: Jana Adámková |

| 9 de abril de 2018 | Croacia          | 1:3 (1:1) | Hungría                             | Stadion Stanovi, Zadar, Croacia |                        |
|                    | - S. Žigić 90+4' | Reporte   | - 43', 84' F. Vágó - 72' Z. Jakabfi | Árbitra: Cheryl Foster          | Árbitra: Cheryl Foster |

| 7 de junio de 2018 | Suecia                                                           | 4:0 (1:0) | Croacia | Gamla Ullevi, Göteborg, Suecia |                            |
|                    | - S. Blackstenius 16', 67' - E. Rubensson 63' - H. Folkesson 90' | Reporte   |         | Árbitra: Marta Frias Acedo     | Árbitra: Marta Frias Acedo |

| 8 de junio de 2018 | Ucrania              | 1:5 (0:2) | Dinamarca                                                             | Arena Lviv, Leópolis, Ucrania |                          |
|                    | - O. Ovdiychuk 90+3' | Reporte   | - 6', 52' (pen.) N. Nadim - 33' P. Harder - 81', 90+4' S. Troelsgaard | Árbitra: Carina Vitulano      | Árbitra: Carina Vitulano |

| 12 de junio de 2018 | Dinamarca                                                                     | 5:1 (2:1) | Hungría          | Viborg Stadion, Viborg, Dinamarca |                        |
|                     | - N. Nadim 44', 45+1' - S. B. Sørensen 47' - T. Nielsen 57' - P. Harder 90+4' | Reporte   | - 24' Z. Jakabfi | Árbitra: Rebecca Welch            | Árbitra: Rebecca Welch |

| 12 de junio de 2018 | Ucrania               | 1:0 (1:0) | Suecia | Arena Lviv, Leópolis, Ucrania |                          |
|                     | - D. Apanaschenko 41' | Reporte   |        | Árbitra: Petra Pavlikova      | Árbitra: Petra Pavlikova |

| 30 de agosto de 2018 | Dinamarca        | 1:1 (0:0) | Croacia        | Viborg Stadion, Viborg, Dinamarca |                           |
|                      | - N. Nadim 90+2' | Reporte   | - 60' I. Lojna | Árbitra: Volha Tsiareshka         | Árbitra: Volha Tsiareshka |

| 30 de agosto de 2018 | Suecia                                                | 3:0 (3:0) | Ucrania | Gamla Ullevi, Göteborg, Suecia |                           |
|                      | - E. Rubensson 34' - M. Ericsson 38' - K. Asllani 51' | Reporte   |         | Árbitra: Monika Mularczyk      | Árbitra: Monika Mularczyk |

| 4 de septiembre de 2018 | Ucrania                                | 2:0 (2:0) | Hungría | Estadio Central, Ternopil, Ucrania |                               |
|                         | - D. Kravets 26' - D. Apanaschenko 31' | Reporte   |         | Árbitra: Graziella Pirriatore      | Árbitra: Graziella Pirriatore |

| 4 de septiembre de 2018 | Dinamarca | 0:1 (0:0) | Suecia             | Viborg Stadion, Viborg, Dinamarca |                                 |
|                         |           | Reporte   | - 46' S. Jakobsson | Árbitra: Anastasia Pustovoitova   | Árbitra: Anastasia Pustovoitova |

### Grupo 5
| Equipos         | Pts. | PJ | PG | PE | PP | GF | GC | Dif. |
| --------------- | ---- | -- | -- | -- | -- | -- | -- | ---- |
| Alemania        | 21   | 8  | 7  | 0  | 1  | 38 | 3  | 35   |
| Islandia        | 17   | 8  | 5  | 2  | 1  | 22 | 6  | 16   |
| República Checa | 14   | 8  | 4  | 2  | 2  | 20 | 8  | 12   |
| Eslovenia       | 6    | 8  | 2  | 0  | 6  | 9  | 20 | -11  |
| Islas Feroe     | 0    | 8  | 0  | 0  | 8  | 1  | 53 | -52  |

##### Partidos
| 14 de septiembre de 2018 | Islas Feroe | 0:8 (0:6) | República Checa                                                                                       | Tórsvøllur, Tórshavn, Islas Feroe |                           |
|                          |             | Reporte   | 8', 44' K. Svitková · 25' E. Bartoňová · 27', 40', 68' T. Kožárová · 39' P. Divišová · 70' L. Voňková | Árbitra: Simona Ghisletta         | Árbitra: Simona Ghisletta |

| 16 de septiembre de 2017 | Alemania                                                                                       | 6:0 (4:0) | Eslovenia | Sportpark, Ingolstadt, Alemania |                           |
|                          | S. Huth 15' · D. Marozsán 18' (pen.) · K-J. Hendrich 35' · T. Kemme 45+2', 80' · K. Demann 88' | Reporte   |           | Árbitra: Volha Tsiareshka       | Árbitra: Volha Tsiareshka |

| 18 de septiembre de 2017 | Islandia | 8:0 (4:0) | Islas Feroe | Laugardalsvöllur, Reikiavik, Islandia |                       |
|                          | E. Jensen 3', 26' · G. Jónsdóttir 17', 47' · B. Gunnarsdóttir 39' · F. Fridriksdóttir 66', 90+1' · B. Thorvaldsdóttir 90' | Reporte   |             | Árbitra: Sara Persson                 | Árbitra: Sara Persson |

| 19 de septiembre de 2017 | República Checa | 0:1 (0:0) | Alemania                | Městský, Mladá Boleslav, República Checa |                              |
|                          |                 | Reporte   | 51' (a.g.) E. Bartoňová | Árbitra: Marta Huerta De Aza             | Árbitra: Marta Huerta De Aza |

| 20 de octubre de 2017 | Alemania                       | 2:3 (1:1) | Islandia                                   | BRITA-Arena, Wiesbaden, Alemania |                             |
|                       | A. Popp 42' · Lea Schüller 88' | Reporte   | 15', 58' D. Brynjarsdóttir · 47' E. Jensen | Árbitra: Stéphanie Frappart      | Árbitra: Stéphanie Frappart |

| 20 de octubre de 2017 | Eslovenia | 0:4 (0:2) | República Checa                                        | Športni Park, Domžale, Eslovenia |                                 |
|                       |           | Reporte   | 9', 32' P. Divišová · 72' T. Kožárová · 76' L. Voňková | Árbitra: Tania Fernandes Morais  | Árbitra: Tania Fernandes Morais |

| 24 de octubre de 2017 | Alemania | 11:0 (5:0) | Islas Feroe | Arena Grossaspach, Großaspach, Alemania |                     |
|                       | A. Popp 12', 45+1' · T. Kemme 15', 27' · B. Peter 30' · K-J. Hendrich 33' · L. Magull 48' · H. Kayikci 63', 76', 83', 89' | Reporte    |             | Árbitra: Ana Aguiar                     | Árbitra: Ana Aguiar |

| 24 de octubre de 2017 | República Checa | 1:1 (0:1) | Islandia              | Městský, Znojmo, República Checa |                       |
|                       | E.Bartoňová 63' | Reporte   | 44' D. Brynjarsdóttir | Árbitra: Gyöngyi Gaál            | Árbitra: Gyöngyi Gaál |

| 24 de noviembre de 2017 | Eslovenia                                               | 5:0 (4:0) | Islas Feroe | Mestni, Ajdovščina, Eslovenia |                         |
|                         | L.Prašnikar 7', 36', 87' · S.Agrež 29' · Š.Rozmarič 41' | Reporte   |             | Árbitra: Irina Lyussina       | Árbitra: Irina Lyussina |

| 6 de abril de 2018 | Eslovenia | 0:2 (0:2) | Islandia                                 | Lendava Sports Park, Lendava, Eslovenia |                     |
|                    |           | Reporte   | - 15' G. Jónsdóttir - 37' R. Hönnudóttir | Árbitra: Amy Rayner                     | Árbitra: Amy Rayner |

| 7 de abril de 2018 | Alemania                        | 4:0 (2:0) | República Checa | Erdgas Sportpark, Halle, Alemania |                          |
|                    | - L. Schüller 5', 31', 68', 79' | Reporte   |                 | Árbitra: Kateryna Monzul          | Árbitra: Kateryna Monzul |

| 10 de abril de 2018 | Eslovenia | 0:4 (0:2) | Alemania                                                              | Domžale Sports Park, Domžale, Eslovenia |                        |
|                     |           | Reporte   | - 10' L. Magull - 43' (a.g.) L. Golob - 53' A. Popp - 61' L. Dallmann | Árbitra: Sarah Garratt                  | Árbitra: Sarah Garratt |

| 10 de abril de 2018 | Islas Feroe | 0:5 (0:1) | Islandia | Tórsvøllur, Tórshavn, Islas Feroe |                             |
|                     |             | Reporte   | - 37' G. Jónsdóttir - 48' R. Hönnudóttir - 58' H. Thorsteinsdottir - 89' M. Albertsdottir - 90+4' F. Fridriksdóttir | Árbitra: Anastasia Romanyuk       | Árbitra: Anastasia Romanyuk |

| 7 de junio de 2018 | Islas Feroe | 0:4 (0:2) | Eslovenia                                                     | Tórsvøllur, Tórshavn, Islas Feroe |                                 |
|                    |             | Reporte   | - 10' L. Ivanuša - 21' (pen.), 65' M. Zver - 88' L. Prašnikar | Árbitra: Katarzyna Lisiecka-sek   | Árbitra: Katarzyna Lisiecka-sek |

| 11 de junio de 2018 | Islandia                   | 2:0 (0:0) | Eslovenia | Laugardalsvöllur, Reikiavik, Islandia |                         |
|                     | - G. Viggósdóttir 54', 68' | Reporte   |           | Árbitra: Shona Shukrula               | Árbitra: Shona Shukrula |

| 12 de junio de 2018 | República Checa                                                         | 4:1 (1:0) | Islas Feroe       | Letní stadion, Chomutov, República Checa |                         |
|                     | - K. Svitková 14' - L. Martínková 52' - L. Voňková 63' - A. Stárová 75' | Reporte   | - 89' M. Simonsen | Árbitra: Eleni Antoniou                  | Árbitra: Eleni Antoniou |

| 31 de agosto de 2018 | República Checa                     | 2:0 (1:0) | Eslovenia | Stadion Střelnice, Jablonec nad Nisou, República Checa |                              |
|                      | - K. Svitková 12' - P. Divišová 63' | Reporte   |           | Árbitra: Elvira Nurmustafina                           | Árbitra: Elvira Nurmustafina |

| 1 de septiembre de 2018 | Islandia | 0:2 (0:1) | Alemania           | Laugardalsvöllur, Reikiavik, Islandia |                           |
|                         |          | Reporte   | - 42', 74' S. Huth | Árbitra: Pernilla Larsson             | Árbitra: Pernilla Larsson |

| 4 de septiembre de 2018 | Islas Feroe | 0:8 (0:3) | Alemania                                                                                      | Tórsvøllur, Tórshavn, Islas Feroe |                             |
|                         |             | Reporte   | - 3' L. Schüller - 25', 68' L. Magull - 27' L. Maier - 58', 73' C. Simon - 71', 90+2' A. Popp | Árbitra: Lizzy Van Der Helm       | Árbitra: Lizzy Van Der Helm |

| 4 de septiembre de 2018 | Islandia              | 1:1 (0:1) | República Checa       | Laugardalsvöllur, Reikiavik, Islandia |                           |
|                         | - G. Viggósdóttir 87' | Reporte   | - 12' T. Szewieczková | Árbitra: Ivana Projkovska             | Árbitra: Ivana Projkovska |

### Grupo 6
| Equipos  | Pts. | PJ | PG | PE | PP | GF | GC | Dif. |
| -------- | ---- | -- | -- | -- | -- | -- | -- | ---- |
| Italia   | 21   | 8  | 7  | 0  | 1  | 19 | 4  | 15   |
| Bélgica  | 19   | 8  | 6  | 1  | 1  | 28 | 6  | 22   |
| Portugal | 11   | 8  | 3  | 2  | 3  | 22 | 8  | 14   |
| Rumania  | 5    | 8  | 1  | 2  | 5  | 7  | 15 | -8   |
| Moldavia | 1    | 8  | 0  | 1  | 7  | 2  | 45 | -43  |

##### Partidos
| 15 de septiembre de 2017 | Italia                                                                      | 5:0 (4:0) | Moldavia | Estadio Alberto Picco, La Spezia, Italia |                          |
|                          | D. Sabatino 9' · B. Bonansea 22' · C. Girelli 33', 60' · V. Bergamaschi 38' | Reporte   |          | Árbitra: Zuzana Kováčová                 | Árbitra: Zuzana Kováčová |

| 19 de septiembre de 2017 | Rumanía | 0:1 (0:0) | Italia                   | Estadio Dr. Constantin Rădulescu, Cluj-Napoca, Rumanía |                           |
|                          |         | Reporte   | 77' (a.g.) A. Corduneanu | Árbitra: Monika Mularczyk                              | Árbitra: Monika Mularczyk |

| 19 de septiembre de 2017 | Bélgica | 12:0 (5:0) | Moldavia | Den Dreef, Lovaina, Bélgica |                       |
|                          | J. Cayman 3', 55', 60' (pen.), 70' · T. Wullaert 26', 29', 38' · D. Philtjens 35' · L. Deloose 62' · D. Vanmechelen 65' · De Caigny 69' · N. Colesnicenco 84' (a.g.) | Reporte    |          | Árbitra: Eszter Urban       | Árbitra: Eszter Urban |

| 20 de octubre de 2017 | Bélgica                              | 3:2 (2:1) | Rumanía                  | Den Dreef, Lovaina, Bélgica |                     |
|                       | J. Cayman 30', 37' · T. Wullaert 87' | Reporte   | 38' C. Duşa · 53' L. Rus | Árbitra: Marte Sørø         | Árbitra: Marte Sørø |

| 24 de octubre de 2017 | Italia                                | 3:0 (0:0) | Rumanía | Teofilo Patini, Castel di Sangro, Italia |                                |
|                       | C. Girelli 51', 76' · B. Bonansea 78' | Reporte   |         | Árbitra: Karolina Radzik-Johan           | Árbitra: Karolina Radzik-Johan |

| 24 de octubre de 2017 | Portugal | 0:1 (0:0) | Bélgica       | Estadio Municipal 25 de Abril, Penafiel, Portugal |                                 |
|                       |          | Reporte   | 47' De Caigny | Árbitra: Anastasia Pustovoitova                   | Árbitra: Anastasia Pustovoitova |

| 24 de noviembre de 2017 | Portugal | 8:0 (2:0) | Moldavia | Estádio do Bonfim, Setúbal, Portugal |                        |
|                         | C.Mendes 19' · O.Cuşinova 32' (a.g.) · C.Costa 47', 83' · D.Silva 63' · D.Silva 32' (pen.) · Vanessa Marques 79', 90+2' | Reporte   |          | Árbitra: Tanja Subotič               | Árbitra: Tanja Subotič |

| 28 de noviembre de 2017 | Rumanía                               | 3:1 (1:0) | Moldavia    | Mogosoaia, Bucarest, Rumanía |                           |
|                         | A.Voicu 27', 52' · E.Miron 59' (a.g.) | Reporte   | 51' E.Miron | Árbitra: Ivana Projkovska    | Árbitra: Ivana Projkovska |

| 28 de noviembre de 2017 | Portugal | 0:1 (0:1) | Italia          | António Coimbra da Mota, Estoril, Portugal |                              |
|                         |          | Reporte   | 37' D. Sabatino | Árbitra: Marta Huerta De Aza               | Árbitra: Marta Huerta De Aza |

| 6 de abril de 2018 | Bélgica           | 1:1 (0:0) | Portugal                | Den Dreef, Lovaina, Bélgica |                         |
|                    | - De Caigny 90+1' | Reporte   | - 90+3' (pen.) D. Silva | Árbitra: Esther Staubli     | Árbitra: Esther Staubli |

| 6 de abril de 2018 | Moldavia      | 1:3 (1:2) | Italia                                                             | Stadionul CPSM, Vadul lui Vodă, Moldavia |                         |
|                    | - A. Toma 43' | Reporte   | - 8' Tucceri Cimini - 30' (a.g.) N. Colesnicenco - 76' V. Giacinti | Árbitra: Shona Shukrula                  | Árbitra: Shona Shukrula |

| 10 de abril de 2018 | Italia                            | 2:1 (1:1) | Bélgica                | Estadio Paolo Mazza, Ferrara, Italia |                          |
|                     | - M. Rosucci 42' - C. Girelli 80' | Reporte   | - 37' (pen.) J. Cayman | Árbitra: Katalin Kulcsár             | Árbitra: Katalin Kulcsár |

| 10 de abril de 2018 | Moldavia | 0:0     | Rumanía | Estadio Zimbru, Chisináu, Moldavia |                        |
|                     |          | Reporte |         | Árbitra: Vesna Budimir             | Árbitra: Vesna Budimir |

| 8 de junio de 2018 | Italia                                              | 3:0 (2:0) | Portugal | Stadio Artemio Franchi, Florencia, Italia |                           |
|                    | - C. Girelli 4' - C. Salvai 13' - B. Bonansea 90+1' | Reporte   |          | Árbitra: Pernilla Larsson                 | Árbitra: Pernilla Larsson |

| 10 de junio de 2018 | Moldavia | 0:7 (0:1) | Bélgica | Estadio Zimbru, Chisináu, Moldavia |                         |
|                     |          | Reporte   | - 45', 88' J. Cayman - 49' C. Velde - 65' A. Zeler - 77' J. Biesmans - 80' (a.g.) N. Colesnicenco - 83' (pen.) T. Wullaert | Árbitra: Marina Višnjić            | Árbitra: Marina Višnjić |

| 12 de junio de 2018 | Rumanía         | 1:1 (1:1) | Portugal        | Stadionul Municipal, Botoșani, Rumanía |                       |
|                     | - I. Mihail 34' | Reporte   | - 39' A. Norton | Árbitra: Ewa Augustyn                  | Árbitra: Ewa Augustyn |

| 30 de agosto de 2018 | Moldavia | 0:7 (0:4) | Portugal                                                                                   | Estadio Zimbru, Chisináu, Moldavia |                             |
|                      |          | Reporte   | - 21' C. Mendes - 35' A. Norton - 39', 41' V. Marques - 85', 88' D. Silva - 90+1' F. Pinto | Árbitra: Irena Velevačkoska        | Árbitra: Irena Velevačkoska |

| 31 de agosto de 2018 | Rumanía | 0:1 (0:0) | Bélgica             | Stadionul Municipal, Botoșani, Rumanía |                          |
|                      |         | Reporte   | - 84' Van Kerkhoven | Árbitra: Lina Lehtovaara               | Árbitra: Lina Lehtovaara |

| 4 de septiembre de 2018 | Portugal                                                     | 5:1 (2:1) | Rumanía       | Estádio Dr. Machado de Matos, Felgueiras, Portugal |                       |
|                         | - A. Leite 30', 53' - M. Nagy 42' (a.g.) - D. Silva 59', 90' | Reporte   | - 3' M. Bâtea | Árbitra: Gyöngyi Gaál                              | Árbitra: Gyöngyi Gaál |

| 4 de septiembre de 2018 | Bélgica                  | 2:1 (2:1) | Italia                  | Den Dreef, Lovaina, Bélgica |                             |
|                         | - D. Vanmechelen 6', 35' | Reporte   | - 30' (pen.) C. Girelli | Árbitra: Florence Guillemin | Árbitra: Florence Guillemin |

### Grupo 7
| Equipos   | Pts. | PJ | PG | PE | PP | GF | GC | Dif. |
| --------- | ---- | -- | -- | -- | -- | -- | -- | ---- |
| España    | 24   | 8  | 8  | 0  | 0  | 25 | 2  | 23   |
| Austria   | 16   | 8  | 5  | 1  | 2  | 19 | 7  | 12   |
| Finlandia | 10   | 8  | 3  | 1  | 4  | 9  | 13 | -4   |
| Serbia    | 7    | 8  | 2  | 1  | 5  | 5  | 13 | -8   |
| Israel    | 1    | 8  | 0  | 1  | 7  | 0  | 23 | -23  |

##### Partidos
| 19 de septiembre de 2017 | Serbia | 0:4 (0:3) | Austria                                  | Mladost, Kruševac, Serbia |                           |
|                          |        | Reporte   | 15', 37', 90+2' N. Burger · 18' N. Billa | Árbitro(s): Sandra Bastos | Árbitro(s): Sandra Bastos |

| 19 de octubre de 2017 | Serbia                              | 2:0 (2:0) | Israel | FK Čukarički Belgrado, Belgrado, Serbia |                           |
|                       | T. Filipović 8' · N. Damjanović 13' | Reporte   |        | Árbitro(s): Lucie Šulcová               | Árbitro(s): Lucie Šulcová |

| 22 de octubre de 2017 | Finlandia            | 1:0 (0:0) | Serbia | Estadio Olímpico de Helsinki, Helsinki, Finlandia |                             |
|                       | M. Tenkov 79' (a.g.) | Reporte   |        | Árbitro(s): Carina Vitulano                       | Árbitro(s): Carina Vitulano |

| 23 de octubre de 2017 | Israel | 0:6 (0:2) | España                                                                        | Estadio Ramat Gan, Ramat Gan, Israel |                             |
|                       |        | Reporte   | 37', 57' I. Paredes · 43', 84' J. Hermoso · 73' B. Latorre · 90+1'A. Sampedro | Árbitro(s): Zuzana Kováčová          | Árbitro(s): Zuzana Kováčová |

| 23 de noviembre de 2017 | Austria                           | 2:0 (1:0) | Israel | Bundesstadion Südstadt, Maria Enzersdorf, Austria |                        |
|                         | - S. Puntigam 12' - N. Burger 57' | Reporte   |        | Árbitro(s): Amy Rayner                            | Árbitro(s): Amy Rayner |

| 24 de noviembre de 2017 | Serbia            | 1:2 (0:1) | España                             | FK Voždovac Belgrado, Belgrado, Serbia |                        |
|                         | J.Damnjanovic 78' | Reporte   | 13' J. Hermoso · 90+3' P. Guijarro | Árbitro(s): Marte Sørø                 | Árbitro(s): Marte Sørø |

| 26 de noviembre de 2017 | Finlandia                                               | 4:0 (2:0) | Israel | Estadio Olímpico de Helsinki, Helsinki, Finlandia |                            |
|                         | - K. Collin 40' - L. Sällström 43', 55' - E. Alanen 52' | Reporte   |        | Árbitro(s): Meliz Özçiğdem                        | Árbitro(s): Meliz Özçiğdem |

| 28 de noviembre de 2017 | España                                                             | 4:0 (3:0) | Austria | Iberostar Estadio, Palma de Mallorca, España |                             |
|                         | - Alexia 3' - P. Guijarro 16' - I. Paredes 43' - V. Torrecilla 57' | Reporte   |         | Árbitro(s): Kateryna Monzul                  | Árbitro(s): Kateryna Monzul |

| 22 de enero de 2018 | Israel | 0:0     | Finlandia | Estadio Ramat Gan, Ramat Gan, Israel |                             |
|                     |        | Reporte |           | Árbitro(s): Karoline Wacker          | Árbitro(s): Karoline Wacker |

| 5 de abril de 2018 | Austria                   | 1:1 (1:1) | Serbia            | Bundesstadion Südstadt, Maria Enzersdorf, Austria |                           |
|                    | - A. Lazarević 32' (a.g.) | Reporte   | - 5' M. Radojičić | Árbitro(s): Sandra Bastos                         | Árbitro(s): Sandra Bastos |

| 6 de abril de 2018 | Finlandia | 0:2 (0:1) | España                           | Estadio Olímpico de Helsinki, Helsinki, Finlandia |                                |
|                    |           | Reporte   | - 11' I. Paredes - 50' O. García | Árbitro(s): Florence Guillemin                    | Árbitro(s): Florence Guillemin |

| 10 de abril de 2018 | Austria | 0:1 (0:0) | España           | Bundesstadion Südstadt, Maria Enzersdorf, Austria |                                    |
|                     |         | Reporte   | - 59' J. Hermoso | Árbitro(s): Anastasia Pustovoitova                | Árbitro(s): Anastasia Pustovoitova |

| 10 de abril de 2018 | Israel | 0:1 (0:0) | Serbia             | Estadio Ramat Gan, Ramat Gan, Israel |                                |
|                     |        | Reporte   | - 65' M. Stanković | Árbitro(s): Araksya Saribekyan       | Árbitro(s): Araksya Saribekyan |

| 7 de junio de 2018 | España                              | 2:0 (0:0) | Israel | Estadio Municipal La Condomina, Murcia, España |                                |
|                    | - Maria Paz 51' - Alexia 88' (pen.) | Reporte   |        | Árbitro(s): Iuliana Demetrescu                 | Árbitro(s): Iuliana Demetrescu |

| 8 de junio de 2018 | Finlandia | 0:2 (0:1) | Austria                                    | Estadio Olímpico de Helsinki, Helsinki, Finlandia |                             |
|                    |           | Reporte   | - 6' (a.g.) E. Koivisto - 72' K. Schiechtl | Árbitro(s): Ivana Martinčić                       | Árbitro(s): Ivana Martinčić |

| 12 de junio de 2018 | Israel | 0:6 (0:2) | Austria | Estadio Ramat Gan, Ramat Gan, Israel |                          |
|                     |        | Reporte   | - 5' K. Schiechtl - 19' K. Wenninger - 49' N. Billa - 56' (pen.) S. Puntigam - 69' V. Aschauer - 88' L. Feiersinger | Árbitro(s): Eszter Urban             | Árbitro(s): Eszter Urban |

| 12 de junio de 2018 | Serbia | 0:2 (0:1) | Finlandia                                | Zemun Stadium, Zemun, Serbia |                             |
|                     |        | Reporte   | - 17' T. Hyyrynen - 88' (a.g.) M. Kostić | Árbitro(s): Henrikke Nervik  | Árbitro(s): Henrikke Nervik |

| 31 de agosto de 2018 | España                                                                             | 5:1 (3:1) | Finlandia          | El Sardinero, Santander, España |                                 |
|                      | - M. Corredera 28', 45' - J. Hermoso 38' - M. Meriluoto 65' (a.g.) - N. García 69' | Reporte   | - 33' L. Sällström | Árbitro(s): Désirée Grundbacher | Árbitro(s): Désirée Grundbacher |

| 4 de septiembre de 2018 | España                                        | 3:0 (2:0) | Serbia | Estadio Las Gaunas, Logroño, España |                           |
|                         | - J. Hermoso 3' (pen.), 75' - A. Sampedro 35' | Reporte   |        | Árbitro(s): Vesna Budimir           | Árbitro(s): Vesna Budimir |

| 4 de septiembre de 2018 | Austria                                                | 4:1 (2:1) | Finlandia          | Stadion Wiener Neustadt, Wiener Neustadt, Austria |                           |
|                         | - N. Billa 13', 68' - S. Zadrazil 34' - V. Pinther 49' | Reporte   | - 45' L. Sällström | Árbitro(s): Sandra Bastos                         | Árbitro(s): Sandra Bastos |

## Play-offs
Clasifican a los play-offs las cuatro selecciones que hayan obtenido los mejores resultados ante los primeros, terceros y cuartos de cada grupo. No se consideran los partidos ante los últimos de cada grupo.
| Equipos      | Grp. | Pts. | PJ | PG | PE | PP | GF | GC | Dif. |
| ------------ | ---- | ---- | -- | -- | -- | -- | -- | -- | ---- |
| Países Bajos | 3    | 13   | 6  | 4  | 1  | 1  | 16 | 2  | +14  |
| Suiza        | 2    | 13   | 6  | 4  | 1  | 1  | 13 | 5  | +8   |
| Bélgica      | 6    | 13   | 6  | 4  | 1  | 1  | 9  | 6  | +3   |
| Dinamarca    | 4    | 12   | 6  | 4  | 0  | 2  | 17 | 7  | +10  |
| Islandia     | 5    | 11   | 6  | 3  | 2  | 1  | 9  | 6  | +3   |
| Gales        | 1    | 11   | 6  | 3  | 2  | 1  | 5  | 3  | +2   |
| Austria      | 7    | 10   | 6  | 3  | 1  | 2  | 11 | 7  | +4   |

### Cuadro
El sorteo se llevó a cabo el 7 de septiembre de 2018 en Nyon, Suiza.
|  | Semifinales                | Semifinales                | Semifinales                |   |              | Final                         | Final                         | Final                         |  |
|  | 1 al 9 de octubre del 2018 | 1 al 9 de octubre del 2018 | 1 al 9 de octubre del 2018 |   |              | 5 al 13 de noviembre del 2018 | 5 al 13 de noviembre del 2018 | 5 al 13 de noviembre del 2018 |  |
|  |                            |                            |                            |   |              |                               |                               |                               |  |
|  |                            |                            |                            |   |              |                               |                               |                               |  |
|  | Países Bajos               | 2                          | 2                          |   |              |                               |                               |                               |  |
|  | Países Bajos               | 2                          | 2                          |   |              |                               |                               |                               |  |
|  | Dinamarca                  | 0                          | 1                          |   |              |                               |                               |                               |  |
|  | Dinamarca                  | 0                          | 1                          |   | Países Bajos | 3                             | 1                             |                               |  |
|  |                            |                            |                            |   | Países Bajos | 3                             | 1                             |                               |  |
|  |                            |                            | Suiza                      | 0 | 1            |                               |                               |                               |  |
|  | Bélgica                    | 2                          | Suiza                      | 0 | 1            | 1                             |                               |                               |  |
|  | Bélgica                    | 2                          |                            |   |              | 1                             |                               |                               |  |
|  | Suiza (v)                  | 2                          | 1                          |   |              |                               |                               |                               |  |
|  | Suiza (v)                  | 2                          | 1                          |   |              |                               |                               |                               |  |
|  |                            |                            |                            |   |              |                               |                               |                               |  |

### Semifinales
| 5 de octubre de 2018 | Países Bajos                             | 2:0 (2:0) | Dinamarca | Estadio Rat Verlegh, Breda, Países Bajos |                          |
|                      | - L. Beerensteyn 21' - van de Sanden 42' | Reporte   |           | Árbitra: Kateryna Monzul                 | Árbitra: Kateryna Monzul |

| 9 de octubre de 2018 | Dinamarca            | 1:2 (1:1) | Países Bajos               | Viborg Stadion, Viborg, Dinamarca |                       |
|                      | - N. Nadim 5' (pen.) | Reporte   | - 7', 90+2' L. Beerensteyn | Árbitra: Sara Persson             | Árbitra: Sara Persson |

| 5 de octubre de 2018 | Bélgica                        | 2:2 (1:0) | Suiza                 | Den Dreef, Lovaina, Bélgica     |                                 |
|                      | - J. Cayman 5' - L. Deneve 60' | Reporte   | - 55', 87' A. Lehmann | Árbitra: Anastasia Pustovoitova | Árbitra: Anastasia Pustovoitova |

| 9 de octubre de 2018 | Suiza             | 1:1 (1:0) | Bélgica         | FC Biel-Bienne, Biel/Bienne, Suiza |                        |
|                      | - G. Reuteler 23' | Reporte   | - 77' De Caigny | Árbitra: Jana Adámková             | Árbitra: Jana Adámková |

### Final
| 5 de noviembre de 2018 | Países Bajos                             | 3:0 (0:0) | Suiza | Estadio Galgenwaard, Utrecht, Países Bajos |                              |
|                        | - Spitse 49' - Martens 71' - Miedema 80' | Reporte   |       | Árbitro(s): Pernilla Larsson               | Árbitro(s): Pernilla Larsson |

| 13 de noviembre de 2018 | Suiza     | 1:1 (0:0) | Países Bajos  | LIPO Park Schaffhausen, Schaffhausen, Suiza |                                |
|                         | - Sow 71' | Reporte   | - 52' Miedema | Árbitro(s): Stéphanie Frappart              | Árbitro(s): Stéphanie Frappart |

## Clasificados
| Bandera de Francia   | Bandera de España   | Bandera de Italia   | Bandera de Inglaterra | Bandera de Alemania   | Bandera de Escocia    | Bandera de Noruega    | Bandera de Suecia     | Bandera de los Países Bajos |
| Francia              | España              | Italia              | Inglaterra            | Alemania              | Escocia               | Noruega               | Suecia                | Países Bajos                |
| Organizador          |                     |                     |                       |                       |                       |                       |                       |                             |
| Clasificado: 19/3/15 | Clasificado: 8/6/18 | Clasificado: 8/6/18 | Clasificado: 31/8/18  | Clasificado: 04/09/18 | Clasificado: 04/09/18 | Clasificado: 04/09/18 | Clasificado: 04/09/18 | Clasificado: 13/11/18       |

## Goleadoras
| Selección    | Jugador                    | Goles |
| ------------ | -------------------------- | ----- |
| Bélgica      | Janice Cayman              | 10    |
| Dinamarca    | Nadia Nadim                | 7     |
| Países Bajos | Vivianne Miedema           | 7     |
| España       | Jennifer Hermoso           | 7     |
| Italia       | Cristiana Girelli          | 7     |
| Noruega      | Lisa-Marie Karlseng Utland | 7     |
| Dinamarca    | Sanne Troelsgaard          | 6     |
| Alemania     | Lea Schüller               | 6     |
| Rusia        | Yelena Danílova            | 6     |
| Inglaterra   | Nikita Parris              | 6     |
| Países Bajos | Sherida Spitse             | 6     |
| Rusia        | Nadezhda Smírnova          | 6     |
| Alemania     | Alexandra Popp             | 6     |
| Noruega      | Caroline Graham Hansen     | 6     |
| Suiza        | Lara Dickenmann            | 6     |